# Władysława Matuszewska
Władysława Matuszewska, ps. „druhna Władka” (ur. 28 listopada 1908, zm. 1999 w Łodzi) – pedagog, harcmistrzyni, komendantka Chorągwi Łódzkiej Związku Harcerstwa Polskiego.
Przed II wojną światową kierowała pracą Chorągwi Łódzkiej ZHP z racji urlopu hm. Anny Dylikowej.
Podczas okupacji hitlerowskiej została komendantką Pogotowia Harcerek w Łodzi; harcerki pomagały więźniom w Radogoszczu, kolportowały prasę, pełniły rolę kurierek.
Wywieziona do żeńskiego obozu koncentracyjnego w Wolfen, gdzie prowadziła tajne nauczanie dla Polek. Następnie deportowana do obozu Ravensbrück. Po wyzwoleniu obozu w 1945 ewakuowana z Ravensbrück do Szwecji. W Doverstorp w Szwecji utworzyła drużynę harcerska „Wędrowne Ptaki”, składającą się z 40 dziewcząt w wieku od 14 do 20 lat.
Po powrocie do Polski w październiku 1945, objęła w marcu 1946 Komendę Chorągwi ZHP w Łodzi. Po reaktywowaniu polskiego harcerstwa (1956) pełniła w latach 1957–61 funkcję komendantki Chorągwi Łódzkiej ZHP. Przez wiele lat kierowała referatem Nieprzetartego szlaku ZHP w Łodzi, skupiającego drużyny harcerzy niepełnosprawnych w szkołach specjalnych. Tej działalności poświęciła artykuł Drużyny „Nieprzetartego szlaku” ZHP w szkołach specjalnych, zamieszczony w pracy zbiorowej Szkolnictwo specjalne m. Łodzi: studia i materiały (Łódź: ZNP Oddział w Łodzi, Kuratorium Okręgu Szkolnego m. Łodzi, 1974, s. 91-94; współautor Barbara Fiszer-Cichecka).
Laureatka Nagrody Miasta Łodzi w 1984: „nagroda za szczególne osiągnięcia społeczne i w działalności harcerskiej i oświatowej”.
Pochowana na cmentarzu Mania w Łodzi.
Jest patronką 61 Łódzkiej Drużyny Harcerek im. hm. Władysławy Matuszewskiej.